# ثلاثي إيثيل الألومنيوم
 ثلاثي إيثيل الألومنيوم  (اختصاراً TEA) هو مركب ألومنيوم عضوي صيغته (Al2(C2H5)6)، وهو مركب طيار، يستخدم في المحركات النفاثة للصواريخ؛ كما له العديد من التطبيقات الصناعية المهمة الأخرى، وهو ذو صلة بمركب ثلاثي ميثيل الألومنيوم.

## التحضير
يحضر مركب ثلاثي إيثيل الألومنيوم مخبرياً من تفاعل كلوريد الألومنيوم مع إيثيل كلوريد المغنسيوم حسب المعادلة:
AlCl3 + 3C2H5-MgCl → Al(C2H5) + 3MgCl2

## الخواص
يوجد المركب في الشروط القياسية على شكل سائل عديم اللون، وهو يتفاعل بعنف عند التماس مع الماء. يتألف المركب من بنية ثنائية الوحدات على الشكل Al2R6، حيث تمثل R مجموعة إيثيل؛ ويكون مركز الألومنيوم على شكل رباعي وجوه.
ترتبط ذرتا الكربون ببعض بربيطة جسرية؛ ويختلف طول الرابطة Al-C عندما تكون طرفية (1.97 أنغستروم) عنها عندما تكون جسرية (2.14 أنغستروم).
يتفكك المركب إلى المونومير (أحادي القسيمة) AlEt3 عند التسخين.

## الاستخدامات
للمركب عدد من التطبيقات في مجال الاصطناع العضوي.